# Sadeness (Part I)
"Sadeness (Part I)" är en låt av den tyska musikgruppen Enigma och släpptes som debutsingel i november 1990. Låten blev en stor internationell hit och toppade listorna i 24 länder, däribland Storbritannien, Tyskland, Frankrike, Sverige, Norge och Australien. "Sadeness" anspelar på Markis de Sade.
Musikvideon regisserades av Michel Guimbard.

## Låtförteckning
- CD-singel Storbritannien

1. "Sadeness Part I" (Radio Edit) – 4:16
2. "Sadeness Part I" (Extended Trance Mix) – 5:04
3. "Sadeness Part I" (Meditation Mix) – 3:01
4. "Sadeness Part I" (Violent US Remix) – 5:03

- CD-singel USA

1. "Sadeness Part I" (Violent US Remix) – 5:03
2. "Sadeness Part I" (Meditation Mix) – 3:01
3. "Sadeness Part I" (Extended Trance Mix) – 5:04
4. "Sadeness Part I" (Radio Edit) – 4:17
5. "Introitus: Benedicta sit sancta Trinitas" – 3:04

- Promo-CD-singel Japan

1. "Sadeness Part I" (Ebi-Kuma Mix)
2. "Sadeness Part I" (Meditation Mix)

- Vinylsingel Frankrike

1. "Sadeness Part I" (Radio Edit) – 4:17
2. "Sadeness Part I" (Meditation Mix) – 2:57